# Heimat- und Bürgerverein Wattenscheid

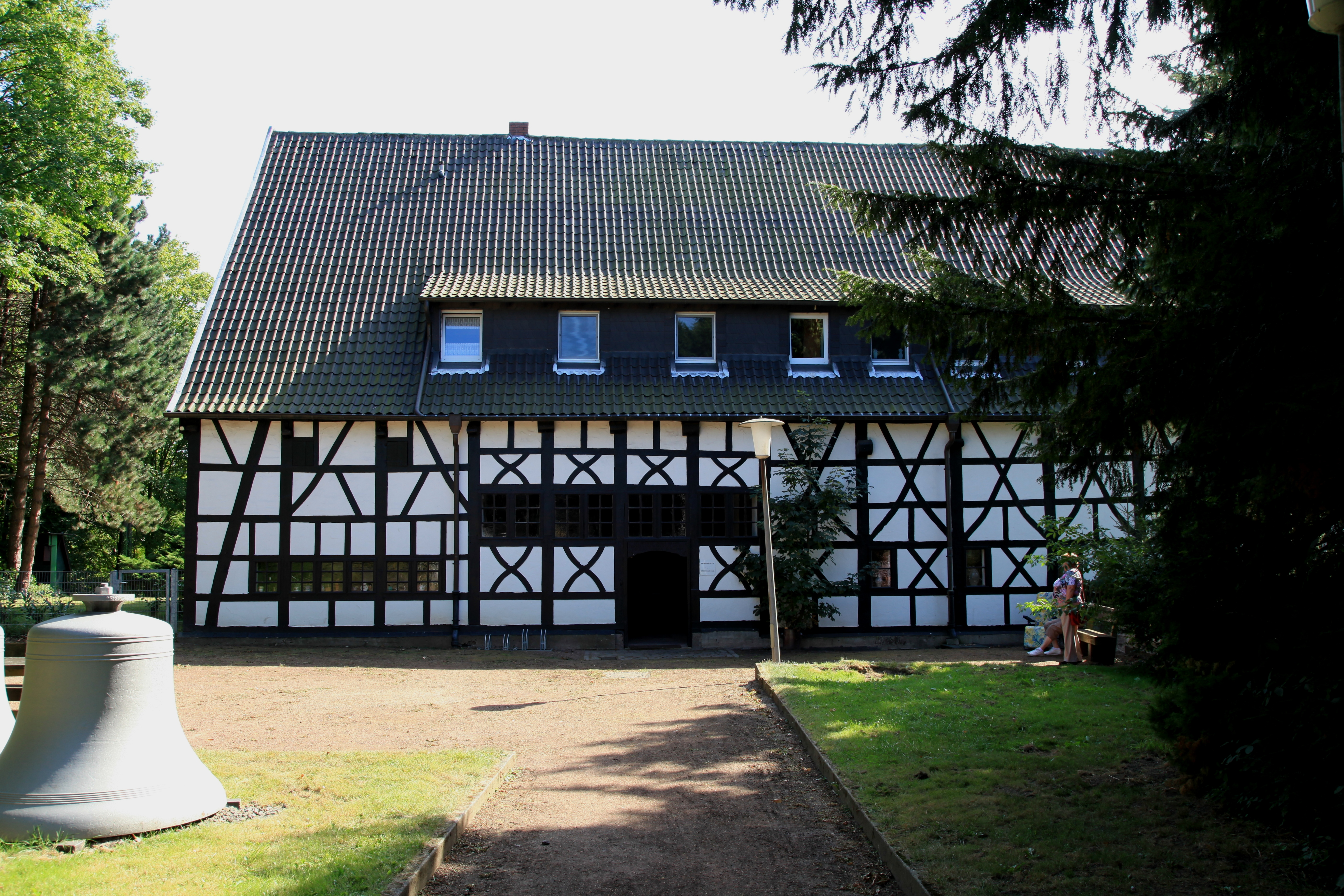
Heimatmuseum Helfs Hof, In den Höfen 37 in Bochum-Wattenscheid

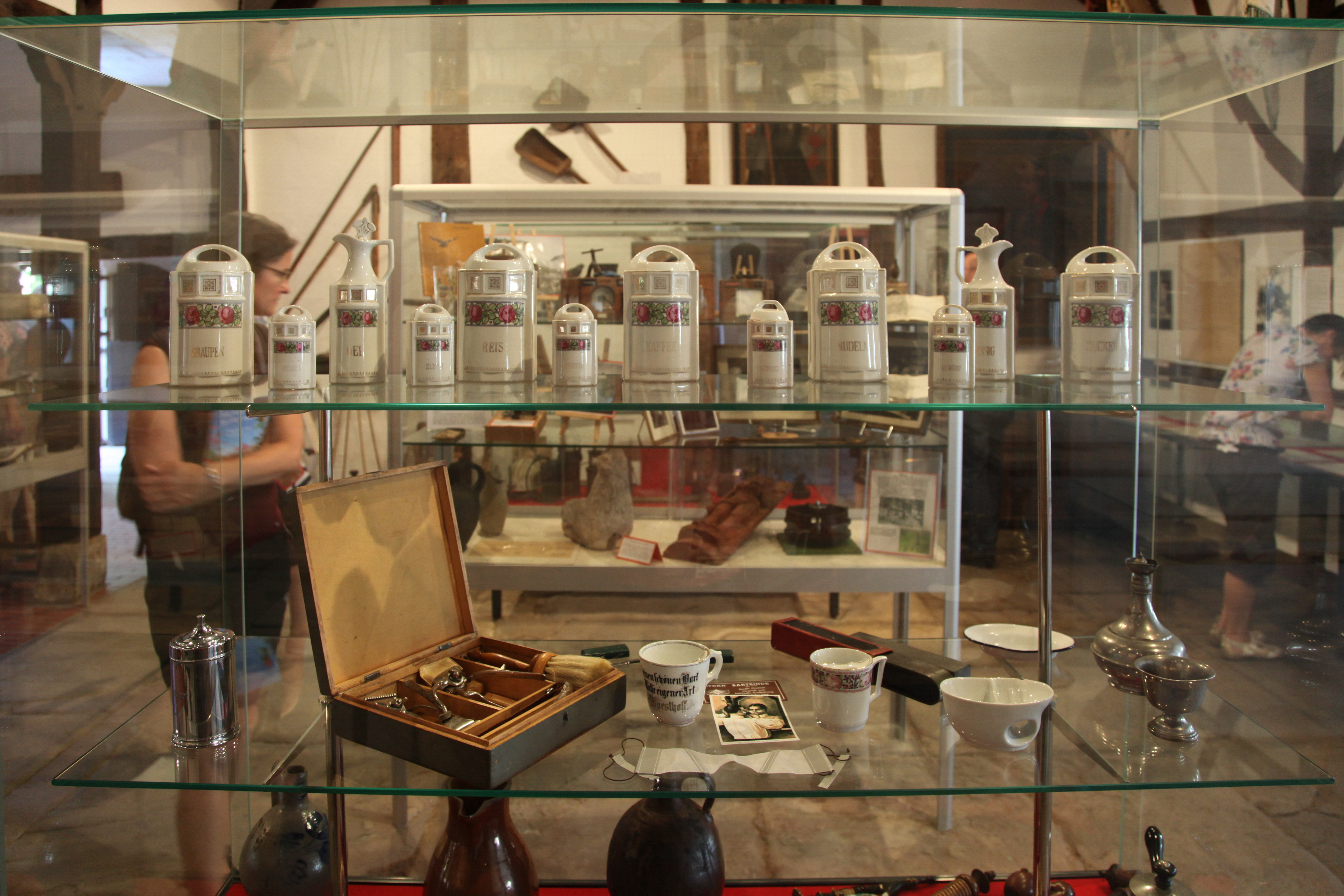
Ausstellungsraum im Helfs Hof

Der Heimat- und Bürgerverein Wattenscheid (HBV) ist ein gemeinnütziger Geschichtsverein für Wattenscheid, das heute der westliche Stadtbezirk von Bochum ist.

## Geschichte
Der Verein wurde am 18. März 1970 auf Initiative des Wattenscheider Realschullehrers Franz-Werner Bröker (1923–2013) ursprünglich als Heimatverein Wattenscheid e.V. gegründet.
Der Verein meldete sich anlässlich der nordrhein-westfälischen Gebietsreform und der Eingemeindung nach Bochum in der Tagespresse und auf verschiedenen politischen Ebenen zu Wort, um sich für eine kommunale Selbständigkeit Wattenscheids einzusetzen. Dies führte im Jahr 1974 zur Gründung der Bürgerinitiative Selbstständiges Wattenscheid, die über den Verein „Aktion Bürgerwille e.V.“ und die gleichnamige Aktion Bürgerwille das erste Volksbegehren in Nordrhein-Westfalen durchführte. Um dem politischen neben dem heimatkundlichen Ziel Rechnung zu tragen, wurde der Verein 1975 in Heimat- und Bürgerverein Wattenscheid e.V. umbenannt. Trotz des Scheiterns des Volksbegehrens vertrat der Verein als Mitglied des Kettwiger Kreises weiterhin Rückgemeindungsforderungen.
Der Verein war Mitbegründer 1974 des noch von der Stadt Wattenscheid gekauften und jetzt gemeinsam mit der Stadt Bochum betriebenen volkskundlichen Heimatmuseums Helfs Hof, betreut dieses fachlich und zeichnet für die Ausstellungen verantwortlich. Dem Verein entstammte die erste Inventarisationsliste zur Wattenscheider Baudenkmalliste.
Auch die Errichtung des Bergbauwanderwegs Wattenscheid, der im Oktober 1992 eröffnet wurde, geht auf Initiative, Planung und Gestaltung des Vereins zurück. Er ist heute als Themenroute „Frühe Industrialisierung“ Teil der Route der Industriekultur.
Im Jahre 1992 war der Verein Mitbegründer des „Runden Tisches gegen Ausländerfeindlichkeit und Rechtsradikalismus“, er organisiert Vorträge und Führungen zu historischen und heimatkundlichen Themen und engagiert sich im kulturellen Leben der Stadt.

## Veröffentlichungen
Als Vereinsorgan fungiert „Der Wattenscheider“. Der Verein ist auch Herausgeber von zwischenzeitlich rund 30 Schriften und Büchern, unter anderen Standardwerke „Illustrierte Stadtgeschichte“, „Wattenscheider Straßenbuch“, „Wattenscheider Postgeschichte“, „Geschichte des Wattenscheider Krankenhauses“, „Geschichte des Straßenbahnwesens“, „Kohle und Stahl bestimmten ihr Leben“ und Herausgeber eines Sammelbandes „Wattenscheider Geschichten“.

### Schriftenreihe „Beiträge zur Wattenscheider Geschichte“
Vom Heimat- und Bürgerverein Wattenscheid als Herausgeber der Schriftenreihe wurden zumeist im Selbstverlag veröffentlicht:
- Kläre Kupitz: Von Hogingthorpe bis Höntrop. Aus der Geschichte und dem Leben eines Dorfes, 1977 (Nr. 8)
- Franz-Josef Land: Wattenscheid. 4 Jahre nach der Eingemeindung; Ergebnis und Analyse einer Befragungsaktion vom April 1979, 1980 (Nr. 6)
- Peter Zimmermann: Wattenscheid in der Notgeldzeit. Im Anhang: Münzen, Marken, Medaillen, Archivalien. 1981. (Nr. 12).
- Franz-Werner Bröker: Wattenscheid. Eine illustrierte Stadtgeschichte. 2. erweiterte Auflage 1983. (Nr. 13).
- Rudolf Wantoch: Die Wattenscheider Postgeschichte. 1983. (Nr. 14).
- Kläre Kupitz, Peter Rauwerda: Wattenscheider Zechen und Bergleute. 1983. (Nr. 15).
- Wilhelm Baumann (Fotos): Wattenscheid im Wandel der Zeit. Ein Bildband des Heimat- und Bürgervereins Wattenscheid. 1984. (Nr. 16).
- Geschichte der Hellweg-Schule: 1873–1984. Von der privaten höheren Töchterschule bis zum modernen Gymnasium. 1984. (Nr. 17).
- Peter Zimmermann: Wattenscheider Hausinschriften. 1991. (Nr. 20).
- Kläre Kupitz: Glocken der Wattenscheider Kirchen und Kapellen. 1992. (Nr. 21).
- Franz-Werner Bröker: 300 Jahre Kanzelaltar in der evangelischen Kirche am Alten Markt. 1994. (Nr. 22).
- Dieter Senzek: Der Weitmarer Pfarrer und Schulinspektor Johann Carl Friedrich Petersen und die Bürgermeisterey Wattenscheid. 1994. (Nr. 23).
- Franz-Werner Bröker, unter Mitarbeit von Ralph Eberhard Brachthäuser und Johannes Schnieders: Wattenscheid – über die Geschichte von Kirche und Stadt. 90 Jahre Propsteikirche und ihr tausendjähriger Taufstein. 1995. (Nr. 24).
- Franz-Werner Bröker: Wattenscheider Strassengeschichten. Dokumentation einer WAZ-Serie. 1996. (Nr. 26).
- Heinz Rupietta: Günnigfeld, Bauern – Bürger – Bergarbeiter. Eine tausendjährige Geschichte Günnigfelds. 1997. (Nr. 27).
- Wattenscheider Geschichte(n). Eine Sammlung von Beiträgen zur Stadtgeschichte. 1999. (Nr. 28).
- Walter Gantenberg/Rolf Köhling/Wilhelm Spieker: Kohle und Stahl bestimmten ihr Leben. Der Bergbau im Wattenscheider Süden, ein Beitrag zur frühindustriellen Entwicklung des Ruhrgebiets. Klartext Verlag, Essen 2000, ISBN 3-88474-281-7. (Nr. 29).
- Wattenscheider Bergbauwanderweg in Höntrop und Eppendorf. 2003, 2. Aufl.
- Wattenscheider Geschichte(n) im Spiegel historischer Zeitungsartikel. 2004. (Nr. 31).
- Jost Benfer: Rückgemeindung: 6 Städte begehren auf. Dokumentation der Bemühungen des Kettwiger Kreises zwischen 1983 und 1990. 2009. (Nr. 32).
- Hartmut Schürbusch, Alfred Winter: Nacht über Wattenscheid. Chronik des Krieges in unserer Stadt, 2009.[13]